# Luçay-le-Mâle
 Luçay-le-Mâle  es una población y comuna francesa, en la región de  Centro, departamento de Indre, en el distrito de Châteauroux y cantón de Valençay.

## Demografía
| 1873 | 2008 | 2077 | 2334 | 2160 | 1706 |
| Para los censos de 1962 a 1999 la población legal corresponde a la población sin duplicidades (Fuente: INSEE [Consultar]) |      |      |      |      |      |